# Arthur Trudeau
Arthur Gilbert Trudeau (Middlebury, 5 luglio 1902 – Chevy Chase, 5 giugno 1991) è stato un generale statunitense, noto soprattutto per aver guidato la 7ª Divisione fanteria nella battaglia di Pork Chop Hill durante la guerra di Corea.